# Silvan Zurbriggen
Silvan Zurbriggen (Brig, Wallis kanton, 1981. augusztus 15. –) olimpiai bronzérmes svájci alpesisíző.
Olimpiai bronzérmét és világbajnoki ezüstérmét előbb szerezte, mint első világkupa-futamgyőzelmét, melyre 29 éves koráig várnia kellett.
Sokáig elsősorban műlesiklásban és kombinációban ér el dobogós helyezéseket, de lesiklásban nyert futamot a világkupában.
Pirmin Zurbriggen távoli rokona.

## Versenygyőzelmek
| Dátum              | Helyszín    | Szakág   |
| ------------------ | ----------- | -------- |
| 2010. december 18. | Val Gardena | Lesiklás |